# Henry Gibson
Henry Gibson, eig. Henry Gibson Bateman, (Germantown, 21 september 1935 - Malibu, 14 september 2009) was een Amerikaans acteur en songwriter.
Gibson was in de jaren 1950 opleidingsofficier bij de United States Air Force. Zijn filmdebuut kwam er met The Nutty Professor uit 1963 met Jerry Lewis. Nadien volgden een aantal optredens in tv-reeksen. Bij een van die optredens in The Dick Van Dyke Show droeg hij het gedicht "Keep A Goin" voor, waaruit hij later een lied voor de film Nashville maakte. Voor zijn rol als countrymuzikant in deze film, kreeg hij de "NSFC-Award".
Bekend werd hij vooral door zijn optredens in de films The Burbs en The Blues Brothers uit 1980, waarin hij de rol van schurk speelde, maar hij speelde meer dan 100 rollen. 

## Filmografie
- The Nutty Professor (1963)
- Kiss Me, Stupid (1964)
- The Outlaws Is Coming (1965)
- Rowan & Martin's Laugh-In (1968-1971)
- Evil Roy Slade (1972)
- Every Man Needs One (1972)
- Charlotte's Web (1973) - Wilbur (stem
- The Long Goodbye  (1973)
- The Mini-Munsters (1973) - Mr. Grundy (stem
- Nashville (1975)
- The New Original Wonder Woman (1975) - Nickolas
- The Last Remake of Beau Geste (1976)
- The Kentucky Fried Movie (1977)
- Escape from Bogen County (1977)
- Halloween is Grinch Night (1977)
- The Night They Took Miss Beautiful (1978)
- Amateur Night at the Dixie Bar and Grill (1979)
- A Perfect Couple (1979)
- he Halloween That Almost Wasn't (1979) - Igor, butler van Dracula
- The Blues Brothers (1980) -  Head Nazi
- For the Love of It (1980)
- Health (1980)
- The Incredible Shrinking Woman (1981)
- The Smurfs (1981)
- Tulips (1981)
- Nashville Grab (1981)
- The Biskitts (1982)
- Quincy M.E. (ep. "Murder on Ice") (1983)
- The Wuzzles (1985)
- Slow Burn (1986)
- The Blinkins (1986)
- Galaxy High School (1986)
- Monster in the Closet (1987)
- Long Gone (1987)
- Innerspace (1987)
- Switching Channels (1988)
- The 'Burbs (1989)
- Around the World in 80 Days (1989)
- Night Visitor (1989)
- Brenda Starr (1989)
- The Magic Balloon (1990)
- Return to Green Acres (1990)
- Gremlins 2: The New Batch (1990)
- Tune in Tomorrow... (1990)
- Tom and Jerry: The Movie (1993)
- Vault of Horror I (1994)
- AAAHH!!! Real Monsters (1994)
- The Bears Who Saved Christmas (1994)
- Cyber Bandits (1995)
- Daisy-Head Mayzie (1995) - The Cat in the Hat (stem)
- Escape to Witch Mountain (1995) - Ravetch
- Santo Bugito (1995)
- Color of a Brisk and Leaping Day (1996)
- Bio-Dome (1996)
- Mother Night (1996)
- Asylum (1997)
- Stranger in the Kingdom (1998)
- Rocket Power (1999)
- Magnolia (1999)
- Sunset Beach (1999)
- Mullitt (2000)
- The Luck of the Irish (2001) (TV)
- Rocket Power: Race Across New Zealand (2002)
- The Year That Trembled (2002)
- Teddy Bears' Picnic (2002)
- No Prom for Cindy (2002)
- The Commission (2003)
- The Goldfish (2003)
- Never Die Alone (2004)
- Boston Legal (2004-2008)
- Wedding Crashers (2005)
- Trapped Ashes (2006)
- Big Stan (2007)

- Bibsys: 5015203
- Biblioteca Nacional de España: XX4906602
- Bibliothèque nationale de France: cb14048604h (data)
- Gemeinsame Normdatei: 173820964
- International Standard Name Identifier: 0000 0001 1463 1709
- Library of Congress Control Number: n85274222
- MusicBrainz: 1ee8639c-2397-48f0-a1c4-8d8d854da7be
- Nationale Bibliotheek van Tsjechië: xx0170776
- Nationale Bibliotheek van Israël: 987007322718705171
- Nationale Bibliotheek van Polen: a0000002413433
- Nederlandse Thesaurus van Auteursnamen: 369173430
- Virtual International Authority File: 107572086
- WorldCat: E39PBJmXGVBWK7wFD7KFX4jXBP